# Парламентские выборы в Албании (1991)
Парламентские выборы в Народной социалистической республике Албания прошли в два тура — 31 марта и 7, 14 апреля 1991 года. Впервые с 1923 года голосование проводилось на многопартийной основе. Выборы проходили в обстановке острого политического кризиса, исходящей «снизу» радикальной декоммунизации и противостояния между правящей Албанской партией труда (АПТ) и новообразованной Демократической партией (ДП) во главе с популярным Сали Бериша.
За 250 мест в парламенте боролись более 1000 кандидатов от 11 партий и политических движений, а также несколько независимых кандидатов. Опираясь на поддержку, преимущественно, южноалбанского и сельского электората, АПТ смогла одержать победу и сохранить большинство в парламенте, однако ДП не признала результаты выборов, обвинив своих противников в массовых фальсификациях, но иностранные наблюдатели не подтвердили эти обвинения. Из-за неконструктивной позиции Бериши, АПТ не смогла договориться с оппозицией и сформировать коалиционное правительство с целью вывода страны из политического кризиса, в результате чего в следующем году парламент был распущен.

## История
Широкомасштабный кризис, охвативший социалистические страны Восточной Европы, не мог не сказаться на Албании, где с 1985 года новое руководство страны во главе с Рамизом Алия проводило политику осторожного отхода от ходжаизма. НСРА установила дипломатические отношения с ФРГ (1987), восстановила — с ГДР, Болгарией, Венгрией и Чехословакией (1987—1989), была проведена амнистия политических заключённых. В феврале 1988 года албанская делегация впервые приняла участие во встрече министров иностранных дел балканских стран в Белграде. Выход страны из режима политической изоляции вовлёк её в общий процесс демонтажа коммунистических режимов.
В январе 1990 года на IX пленуме ЦК АПТ восточноевропейские события были оценены в духе ходжаистской парадигмы: «Народы осуществили свои давнишние чаяния, сбросив ревизионистские режимы, но этим воспользовались правые силы и поддерживающая их мировая буржуазия; трудящиеся, к сожалению, выступили на стороне новых властей, ибо ошибочно связали господство ревизионизма, засилье бюрократических структур, состояние застоя в этих странах с социализмом, с идеологией марксизма-ленинизма». В резолюции пленума говорилось: «Произошла трагедия, мы её болезненно переживаем, но не впадаем в отчаяние». Однако после этого началось углубление и радикализация реформ, в том числе были разрешены свободный выезд из страны и восстановлены дипломатические отношения с СССР и США. Открытие границ привело к массовой эмиграции из Албании в Италию и Грецию. На состоявшемся в июле очередном пленуме ЦК АПТ Рамиз Алия осудил в резких выражениях «непатриотическую акцию молодых людей, которые вместо того, чтобы воспользоваться открытой дверью, ринулись через заборы в иностранные посольства, подрывая тем самым доверие к правительству». Начались кадровые перестановки, из состава Политбюро ЦК были выведены ортодоксально настроенные Мануш Мюфтиу и Рита Марко. 25 октября из Албании эмигрировал известный писатель Исмаил Кадаре. В письме, направленном Рамизу Алия, он писал: «Ввиду невозможности существования легальной оппозиции, я избрал путь, который никому не хотел бы рекомендовать». 8—11 декабря студенты и преподаватели столичного Университета Тираны при поддержке молодёжи из других городов начали массовые демонстрации с требованиями «права на демократию и политический плюрализм».
Уже будучи в тюрьме, Алия в мае 1995 года вспоминал, что именно ему принадлежала инициатива — направить на переговоры с митингующими студентами кардиолога и активиста Тиранского горкома АПТ Сали Бериша. Однако тот сам присоединился к протестующим и создал организационную группу, в которую вошли экономист Грамоз Пашко, археолог Неритан Цека, врач-кардиолог Шахин Кадаре, юрист Люан Омари, лидер студенческого движения Азем Хайдари и другие. Она стала ядром сформированной Бериша Демократической партии, получившей госрегистрацию 19 декабря. Вслед за ней, начали быстро формироваться новые партии.
Оппозиция активно включилась в кампанию за перенос назначенных на 10 февраля 1991 года выборов в Народное собрание Албании, аргументируя его необходимость тем, что за столь короткий срок они не успеют провести полноценную предвыборную кампанию и будут в проигрышном положении относительно АПТ. Лишь 15 января им удалось договориться о переносе выборов на 31 марта.
Между тем, экономическое положение страны из-за засухи резко ухудшилось, произошло сокращение производства мяса, молока, яиц, из продажи исчезли картофель, фасоль, капуста. В январе 1991 года промышленное производство товаров составляло 65—70% по сравнению с тем же периодом прошлого года. В феврале началась забастовка шахтёров на угольных разработках в Валиасе к северу от Тираны и голодовка 750 студентов и преподавателей Тиранского университета, Высшего художественного лицея и сельскохозяйственного института. Бытовые требования быстро сменились политическими: запретить изучение марксизма-ленинизма, диамата, истмата и трудов Энвера Ходжи, а также снять его имя из названия столичного университета. Алия, видя антикоммунистический характер выступлений, попытался обойтись десталинизацией: городу Сталин было возвращено название Кучова, сняты портреты Иосифа Сталина, а также демонтирован его памятник на столичном Бульваре Павших Героев (вскоре аналогично поступили и со стоящим там же памятником Владимира Ленина). Однако это не успокоило протестующих, но 19 февраля внеочередной пленум ЦК АПТ отклонил их требования. На следующий день в центре Тираны начались массовые беспорядки и вандализм, толпа разгромила здание кафе «Флора» (где 8 ноября 1941 года Энвер Ходжа с соратниками договорились о создании Коммунистической партии Албании, с 1948 года — Албанской партии труда), опрокинула памятник бывшего руководителя Албании и начала сжигать его портреты и книги. Аналогичные акты произошли и в других городах, в частности, в Шкодре и Гирокастре. Хулиганствующие элементы провоцировали беспорядки и столкновения с полицией, что вынудило Рамиза Алия в тот же день объявить в Тиране военное положение и ввести в город армейские части. В выступлении по телевидению, он резко осудил акты вандализма, совершенные экстремистами в Тиране и других городах, призвал сограждан к спокойствию и выдержке. ДП осудила как акты вандализма, так и ответные действия властей.
22 февраля Совет министров НСРА был отправлен в отставку, формирование нового правительства было поручено Фатосу Нано, одному из лидеров реформаторского крыла АПТ. Все требования студентов были удовлетворены, голодовка прекратилась. Совместными усилиями обеих партий, а также оказавших Албании гуманитарную помощь иностранных государств, экономическое положение удалось стабилизировать, что позволило провести выборы в относительно спокойной обстановке.

## Предвыборная кампания
Правящая Албанская партия труда имела преимущество во время предвыборной кампании — в частности, она по-прежнему контролировала большинство СМИ и располагала гораздо большим объёмом ресурсов для ведения агитации, чем зарождающаяся оппозиция. У преимущественно городской Демократической партии Албании и других антикоммунистических оппозиционных партий было мало возможностей влиять на сельских жителей, в первую очередь крестьян, которые опасались, что демократы вернут землю довоенным владельцам, о чём их предупреждала правящая партия, сосредоточив свои усилия на сельских избирателях.
Руководство АПТ, не ожидавшее столь резкого роста политической активности в стране, попыталось (по примеру Горбачёва и КПСС) перехватить инициативу у оппозиции и возглавить реформистский процесс. Ещё на ноябрьском пленуме ЦК АПТ 1990 года Алия признал просчёты в политике партии, однако связал их с некритическим использованием советского и китайского опыта. Первый секретарь позиционировал проблему следующим образом: «Был ли мировой опыт социализма, который мы считали точкой отсчёта в нашей практике, абсолютно чистым, и является ли он таковым сейчас?». 3 января была опубликована предвыборная платформа АПТ, которая сформулировала задачу: «Осуществить коренные экономические реформы в целях замены централизованной административно-командной системы механизмом рыночной экономики, в рамках которой будут конкурировать и взаимодействовать крупномасштабный государственный сектор с кооперативным и частным при уравновешивающей свободную инициативу роли государства». АПТ и связанные с ней массовые организации (такие как Демократический фронт) в своей агитации делали упор на предотвращении сползания страны в хаос, а также на обещаниях содействия росту регулируемой рыночной экономики, поддержке политического плюрализма и европейской интеграции. Особое внимание АПТ уделяла улучшению положения в деревне, обещая увеличить инвестиции в сельское хозяйство. В области внешней политики партия подтвердила твёрдое намерение включиться в общеевропейский процесс, покончив с предрассудками периода Холодной войны. Албанская партия труда шла на выборы под девизами «Реализм и обновление» и «Интересы родины и нации превыше всего».
В свою очередь, Демократическая партия обещала поднять уровень жизни за счёт членства в ЕЭС, установления прочных связей с США и другими западными странами, создания рабочих мест для албанцев за границей и немедленных шагов к рыночной экономике. Программа демократов отличалась от программы АПТ более радикальным подходом к таким вопросам, как земельная реформа и приватизация. Планировалось превращение Албании в «современную и демократическую страну» путём строительства правового государства и установления полной демократии. Тремя основными программными принципами ДП объявляла частную собственность, проведение аграрной реформы и улучшение условий жизни народа.
Демократическую партию напрямую поддерживали США. Помощник Бериши Грамоз Пашко, вернувшись в середине марта из Соединённых Штатов, заявил о готовности политических и деловых кругов Запада поддержать Албанию в случае победы ДП на выборах путём предоставления гуманитарной помощи и введения в Международный валютный фонд, Всемирный банк и Европейский банк реконструкции и развития. Дэвид Шварц, глава делегации Госдепартамента, направленной для открытия посольства США в Тиране, заявил, что США предоставят Албании крайне необходимую гуманитарную помощь, но экономическая помощь будет предоставлена только в случае прихода к власти демократических сил. Национальный фонд демократии, по словам Уильяма Блама, выделил 103 000 долларов рабочим организациям, поддерживающим Демократическую партию, наряду с мероприятиями, направленными на «поддержку программ обучения и гражданского образования».
С самого начала предвыборной кампании лидеры Демократической партии заявляли международным наблюдателям, что выборы не будут ни свободными, ни справедливыми, а позже заявили, что выборы прошли в «атмосфере страха». Однако международные наблюдатели в целом сочли выборы честными, а мошенничество и манипуляции — минимальными, несмотря на существенные преимущества, которыми пользовалась АПТ.

## Избирательная система
250 членов Народного собрания были избраны по одномандатным округам по двухтуровой системе. Кандидаты, набравшие абсолютное большинство голосов (50 % плюс один голос), были избраны в первом туре. Если два кандидата набирали более 25 % голосов, но менее 50 %, то они испаривали мандат во втором туре 7 апреля. Если только один кандидат или ни один кандидат не получил 25 % голосов, партиям пришлось бы выдвинуть дополнительных кандидатов для участия в выборах 14 апреля. Кандидат, получивший более 25 % голосов, оставался в бюллетене для голосования вместе с новым претендентом. По крайней мере два кандидата должны были быть включены в бюллетень для голосования на любых выборах, иначе выборы должны были быть проведены повторно 14 апреля.
Право голоса имели все граждане Албании в возрасте 18 лет и старше, «если они не были осуждены за уголовное преступление или не были признаны судом психически недееспособными». Голосование не было обязательным, в отличие от предыдущих выборов. Граждане, выезжающие за границу по делам, могли проголосовать в день выборов в ближайшем дипломатическом представительстве, предъявив удостоверение, позволяющее голосовать за пределами своего округа. Голоса за рубежом учитывались как часть округа в Тиране. Избирателям с «уважительными причинами», по которым они не смогут проголосовать в назначенном им округе, также были выданы удостоверения для голосования в другом округе, при условии, что количество выданных удостоверений не превышало 15 % от общего числа зарегистрированных избирателей в этом округе.

## Результаты
АПТ смогла одержать победу, получив 56 % голосов избирателей и проведя 169 своих кандидатов. Однако, к изумлению многих, сам глава партии и государства Рамиз Алия переизбраться не смог — он, проведя предвыборную кампанию в традиционном «партийном» стиле, получил только 36 % голосов в своём округе и проиграл мало кому известному кандидату от ДП, инженеру Франко Крочи. Это резко контрастировало с абсолютной победой в Кавае главы ДП Сали Бериши. В коммюнике ЦК АПТ выражалось удовлетворение большой победой партии на выборах, но также признавалось, что неизбрание Алии «явилось неожиданным и несправедливым». ДП получила 75 мест, сформировав крупную оппозиционную фракцию. Больше всего голосов за АПТ было подано на промышленно развитом юге страны и в сельской местности, за ДП — на менее развитом севере и в крупных городах.
|                                              | Албанская партия труда                      | Рамиз Алия              | 1 046 120 | 56,17  | 169 | ▼81   |  |  |
|                                              | Демократическая партия Албании              | Сали Бериша             | 720 948   | 38,71  | 75  | новая |  |  |
|                                              | Республиканская партия Албании              | Сабри Годо              | 27 393    | 1,47   | 0   | новая |  |  |
|                                              | Демократический союз греческого меньшинства | Василь Боллано          | 13 538    | 0,73   | 5   | новая |  |  |
|                                              | Национальный комитет ветеранов              | Шефкет Печи             | 5 241     | 0,28   | 1   | новая |  |  |
|                                              | Аграрная партия Албании                     | Луфтер Джувели          | 1 379     | 0,07   | 0   | новая |  |  |
|                                              | Экологическая партия                        |                         | 65        | 0,00   | 0   | новая |  |  |
|                                              | Другие партии                               |                         | 47 836    | 2,57   | 0   | новая |  |  |
|                                              |                                             |                         |           |        |     |       |  |  |
| Всего                                        | Всего                                       | Всего                   | 1 949 816 | 100,00 | 250 | ▬     |  |  |
| Недействительные голоса                      | Недействительные голоса                     | Недействительные голоса | 88 484    | 4,54   |     |       |  |  |
| Зарегистрировано / Явка                      | Зарегистрировано / Явка                     | Зарегистрировано / Явка | 1 977 516 | 98,60  |     |       |  |  |
|                                              |                                             |                         |           |        |     |       |  |  |
| Источник: Nohlen & Stöver, Dawisha & Parrott |                                             |                         |           |        |     |       |  |  |

## После выборов
Аккредитованные на выборах иностранные наблюдатели (около 260 человек) были поражены низкому уровню политической культуры и в особенности деструктивным настроениям, проявившимся сразу же после обнародования результатов выборов. 2 апреля в Шкодре прошла демонстрация молодёжи, протестовавшей против злоупотреблений, допущенных городской избирательной комиссией, и были избиты приехавшие торговать на базар крестьяне. В Фиери, где кандидаты АПТ завоевали все 19 мандатов, сторонники ДП переворачивали машины и били стёкла в административных зданиях. Один из студентов, участвовавший в погромах, так объяснил находившемуся тогда в Албании в составе группы наблюдателей английскому историку Ноэлю Малькольму причины беспорядков: «Государство грабило нас 45 лет. Теперь наша очередь отобрать всё это у государства».
22 апреля первая сессия Народного собрания нового созыва приняла решение о внесении поправок в Конституцию 1976 года, в соответствии с которыми название страны было изменено на «Республика Албания» (алб. Republika e Shqipërisë), а также вводилась президентская форма правления. 30 апреля 1991 года Рамиз Алия был избран первым Президентом Албании, получив 172 голоса из 250. Для того, чтобы выборы были альтернативными, АПТ выдвинула также технического кандидата — главного редактора газеты «Зери и популлит» Намика Докле, получившего 2 голоса. ДП своего кандидата не выдвигала и почти вся её фракция (71 депутат) испортила бюллетени. 4 мая на пленуме ЦК АПТ Рамиза Алию освободили от обязанностей Первого секретаря ЦК, члена ЦК и Политбюро в связи с избранием Президентом Албании.